# Hasan Coban
Amir Hasan Coban fou un príncep cobànida de Pèrsia fill d'amir Coban. El 1322 fou nomenat governador del Khurasan i Mazanderan.
Al novembre del 1327 l'amir Coban va haver de fugir a Herat on fou executat pel sobirà dels kurt. Hasan va fugir a territori de l'Horda Blava i es va posar al servei d'Uzbeg Khan al territori de l'Horda d'Or; lluitant per aquest kan, va morir en batalla.
Va deixar tres fills: Talish, que fou governador d'Esfahan, Fars i Kirman (320-1327) i va acompanyar al seu pare a l'exili on igualment va morir; Hadjdji Beg; i Kudj Husayn (executat el 1343 per ordre de l'Il-khan Sulayman Khan).